# فینال ای‌اف‌سی کاپ ۲۰۱۵
فینال ای‌اف‌سی کاپ ۲۰۱۵ مسابقه فینال دوازدهمین دوره ای‌اف‌سی کاپ بود که در سال ۲۰۱۵ برگزار شد و جوهر دارالتعظیم به مقام قهرمانی دست یافت.

## مسابقه
| استقلال دوشنبه | ۰–۱   | جوهور دارالتعظیم |
| -------------- | ----- | ---------------- |
|                | گزارش | ولازویچ ۲۳'      |